# Regió d'Atacama
La regió d'Atacama és una de les 16 regions de Xile. Limita al nord amb la Regió d'Antofagasta, al sud amb la Regió de Coquimbo i a l'est amb les províncies de Catamarca i La Rioja (Argentina).